# Svenska Vaxduksfabriken

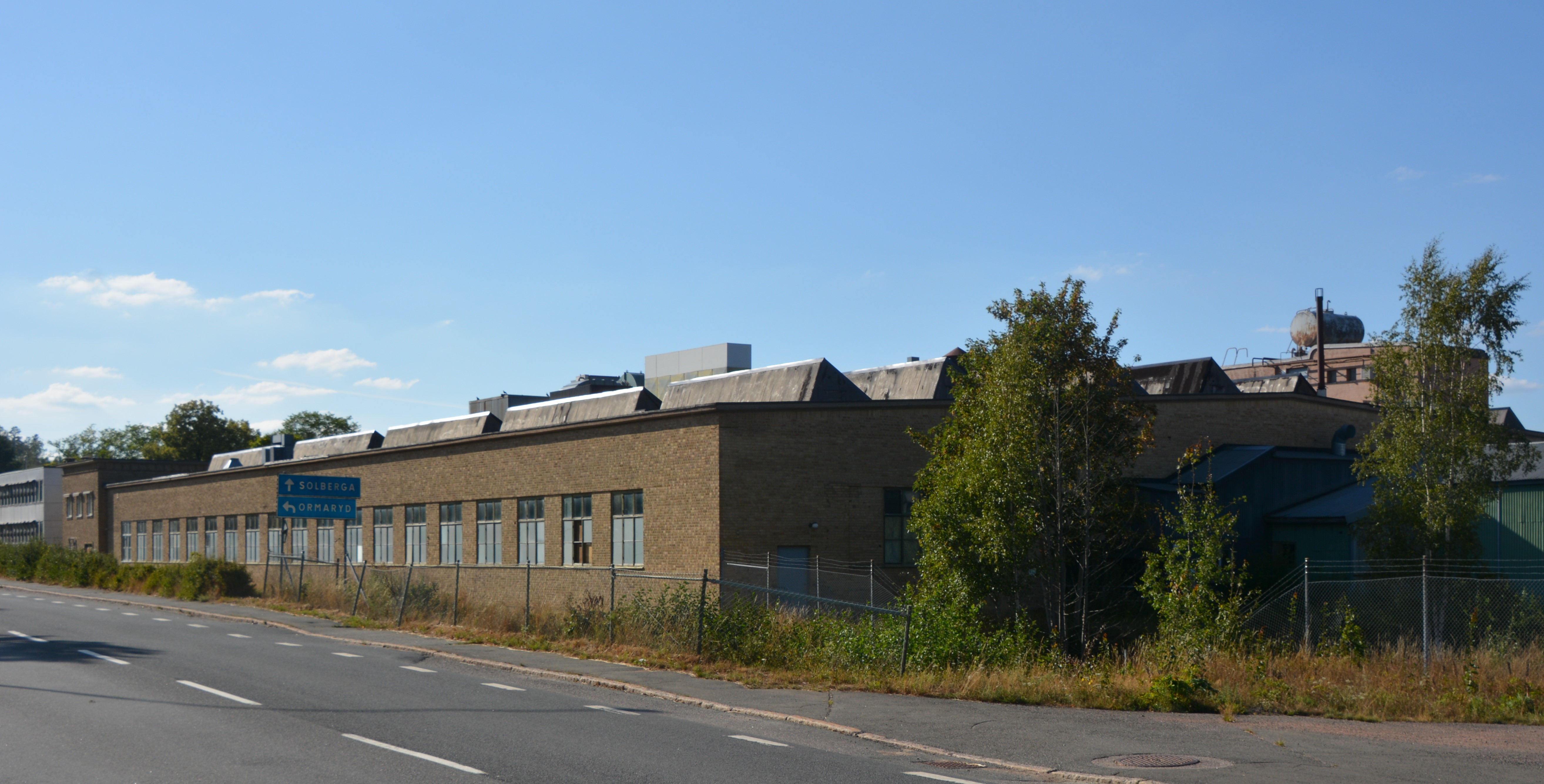
Svenska Vaxduksfabriken

Svenska Vaxduksfabriken var ett företag i Anneberg i Småland.
Svenska Vaxduksfabriken grundades som ersättningsindustri till Annebergs tändsticksfabrik, som lagts ned 1934. Svenska Tändsticksaktiebolaget, Kooperativa Förbundet och Svenska Oljeslageri AB bildade 1936 Svenska Vaxduks AB på initiativ av bland andra Torsten Jung. Produktion av vaxduk startade i den ombyggda tändsticksfabriken våren 1937, med bomullsväv, linolja, kaolin, pigment, lacker och lösningsmedel som råvaror. Företaget tillverkade från avspärrningsåren under andra världskriget också hyllpapperet "Annehyll" och senare bestrukna konstläderprodukter som skärp, måttband och kjolskydd för damcyklar.
Efter uppfinningarna av konsthartser som polyvinylklorid (PVC) började Svenska Vaxduksfabriken producera bordsdukar av PVC-belagd väv 1949, "Anneplast", vilket blev företagets största produkt. Denna produkt var oömmare och mer slitstark än den äldre vaxduken.
Under ett par år i början av 1950-talet tillverkade Svenska Vaxduksfabriken papperstapeten "Annepeter" för kök och barnkammare, vilken var mönstertryck med ett toppskikt av alkydlack.
Kring 1960 gjorde företaget, sedan 1958 omdöpt till Jönköping-Vulcan Annebergsfabrikerna, under ett par år också golvmaterial. Detta ersattes av väggbeklädnadsmaterialet och våttapeten Wall-Rit. År 1967 namnändrades företaget till Anneplast AB och insorterades så småningom i Tarkett-divisionen inom STAB. I april 1978 införlivades företaget helt i Tarkett AB.
Verksamheten förvärvades 1980 av Engblad & Co, som 1986 konsoliderade denna tillverkning under namnet Eco Tapeter ("Engblad & Co tapeter"), tillsammans med den från Galon AB och Kåbergs tapetfabrik i Handen, till Anneberg. Ecotapeter köptes 2002 av Boråstapeter i Borås, varefter tillverkningen lades ned 2003.